# کیت گراهام
کیت گراهام (انگلیسی: Kit Graham؛ زادهٔ ۱۱ نوامبر ۱۹۹۵) بازیکن فوتبال اهل انگلستان است.